# Teinomastyx
Teinomastyx är ett släkte av fjärilar. Teinomastyx ingår i familjen björnspinnare.
Kladogram enligt Catalogue of Life:
| Teinomastyx | \| \| Teinomastyx goliathina \| \| \| \| \| \| Teinomastyx griseobasis \| \| \| \| |
|             | \| \| Teinomastyx goliathina \| \| \| \| \| \| Teinomastyx griseobasis \| \| \| \| |
|             | Teinomastyx goliathina                                                             |
|             |                                                                                    |
|             | Teinomastyx griseobasis                                                            |
|             |                                                                                    |